# Lost in the Echo
Lost in the Echo – drugi singel amerykańskiego zespołu rockowego Linkin Park z ich piątego albumu studyjnego, Living Things. Został wydany 19 października 2012 przez wytwórnię płytową Warner Bros. Records. Za produkcję muzyczną odpowiedzialni są Mike Shinoda oraz Rick Rubin. Do utworu został zrealizowany teledysk, który wyreżyserowali Jason Zada i Jason Nickel.

## Lista utworów i formaty singla
Digital single
1. Lost in the Echo – 3:25
2. Lost in the Echo (KillSonik Remix) – 5:09

Radio Promo CD-Singel
1. Lost in the Echo (Album Version) – 3:25
2. Lost in the Echo (Instrumental Version) – 3:25

## Pozycje na listach
| Państwo           | Notowania (2012)                   | Najwyższa pozycja |
| ----------------- | ---------------------------------- | ----------------- |
| Stany Zjednoczone | Billboard Hot 100                  | 95                |
| Stany Zjednoczone | Digital Songs                      | 65                |
| Stany Zjednoczone | Rock Songs (Billboard)             | 10                |
| Stany Zjednoczone | Hot Modern Rock Tracks (Billboard) | 12                |

## Twórcy
- Chester Bennington – wokal prowadzący
- Rob Bourdon – perkusja
- Brad Delson – gitara prowadząca, wokal wspierający
- Dave „Phoenix” Farrell – gitara basowa, wokal wspierający, sampler
- Joe Hahn – mikser, samplowanie, programowanie
- Mike Shinoda – rap, gitara rytmiczna, instrumenty klawiszowe, fortepian, syntezator
- Rick Rubin – produkcja muzyczna